# Giuseppe Partini
Giuseppe Partini, né en 1842 à Sienne et mort en 1895, est un architecte italien, principalement actif dans sa ville natale de Sienne.
Il a travaillé sur la reconstruction de la Fonte Gaia de la Piazza del Campo avec le sculpteur Tito Sarrocchi, de même que les reconstructions du Palazzo Marsili et du Palazzo Tantucci. Il participe également aux travaux de maintenance de la Cathédrale de Sienne et à la construction du Palazzo di Giustizia à Chiavari.

## Principaux travaux

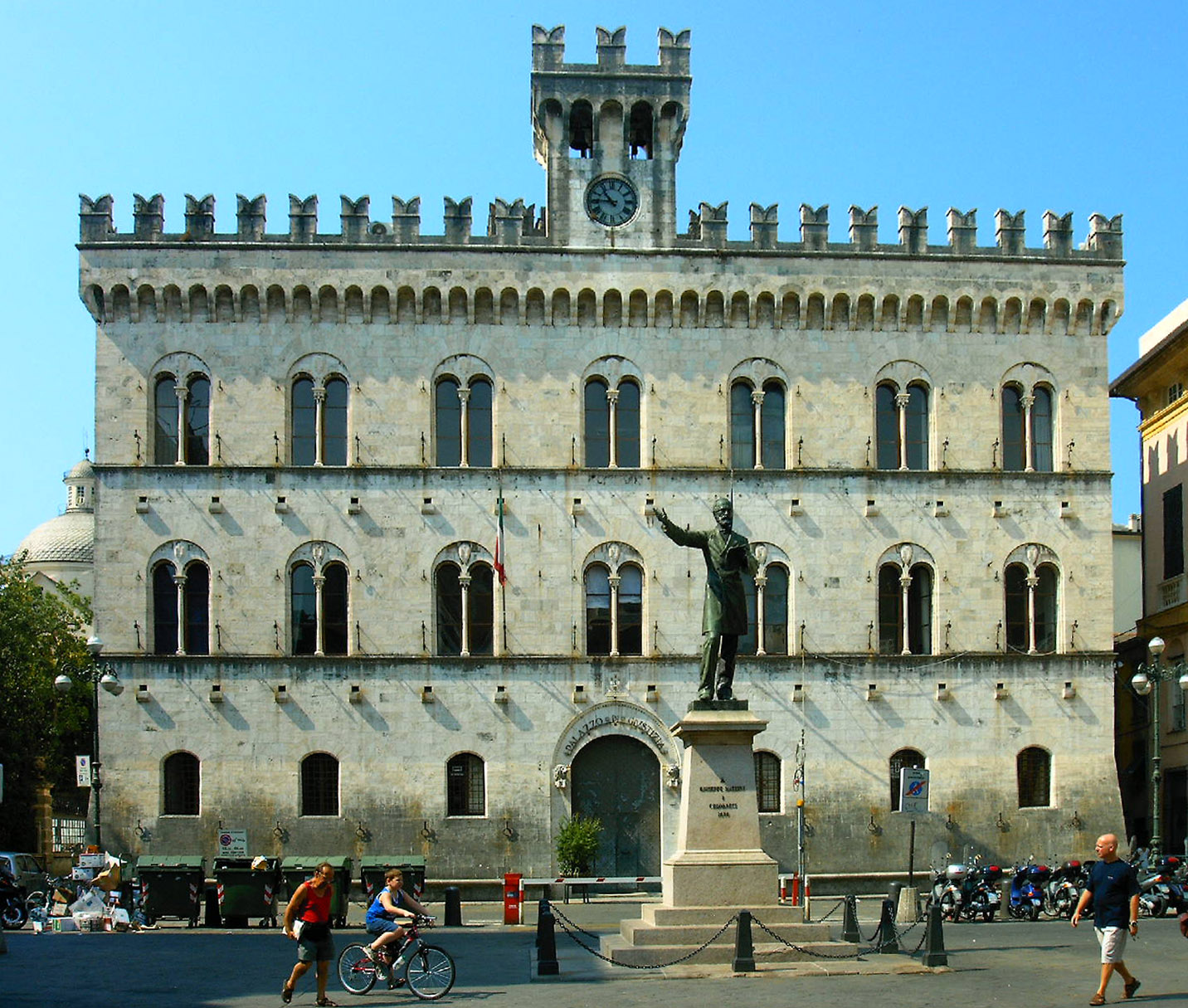
Palais de Justice de Chiavari et monument à Giuseppe Mazzini d'Augusto Rivalta.

- 1861 - Concours pour la façade de Santa Maria del Fiore à Florence.
- 1861- Chapelle de la Villa Pieri Nerli à Quinciano.
- 1865-1868 - Installation de la nouvelle fontaine dite Fonte Gaia à Sienne.
- 1865-1876 - Hôpital de Santa Fina à San Gimignano.
- 1867-1895 - nommé architecte du Duomo de Sienne ; différentes actions de restauration.
- 1870 - Hôpital de Montalcino.
- 1871-1879 Piazza et Palazzo Salimbeni à Sienne.
- 1872 - Développement du Camposanto della Misericordia di Siena.
- 1878-1881 - Restauration du Palazzo Comunale de San Gimignano.
- 1881 - Château de Torre Alfina pour le comte Edoardo Cahen à Orvieto.
- 1882 - Palais de justice de Chiavari à Chiavari.
- 1883 - Restauration du cortile du Palazzo Pubblico de Sienne.
- 1883-1885 - Restauration de la collégiale d'Asciano.
- 1887-1894 - Restauration de la Basilique Saint-François de Sienne.